# Jan van de Velde (młodszy)

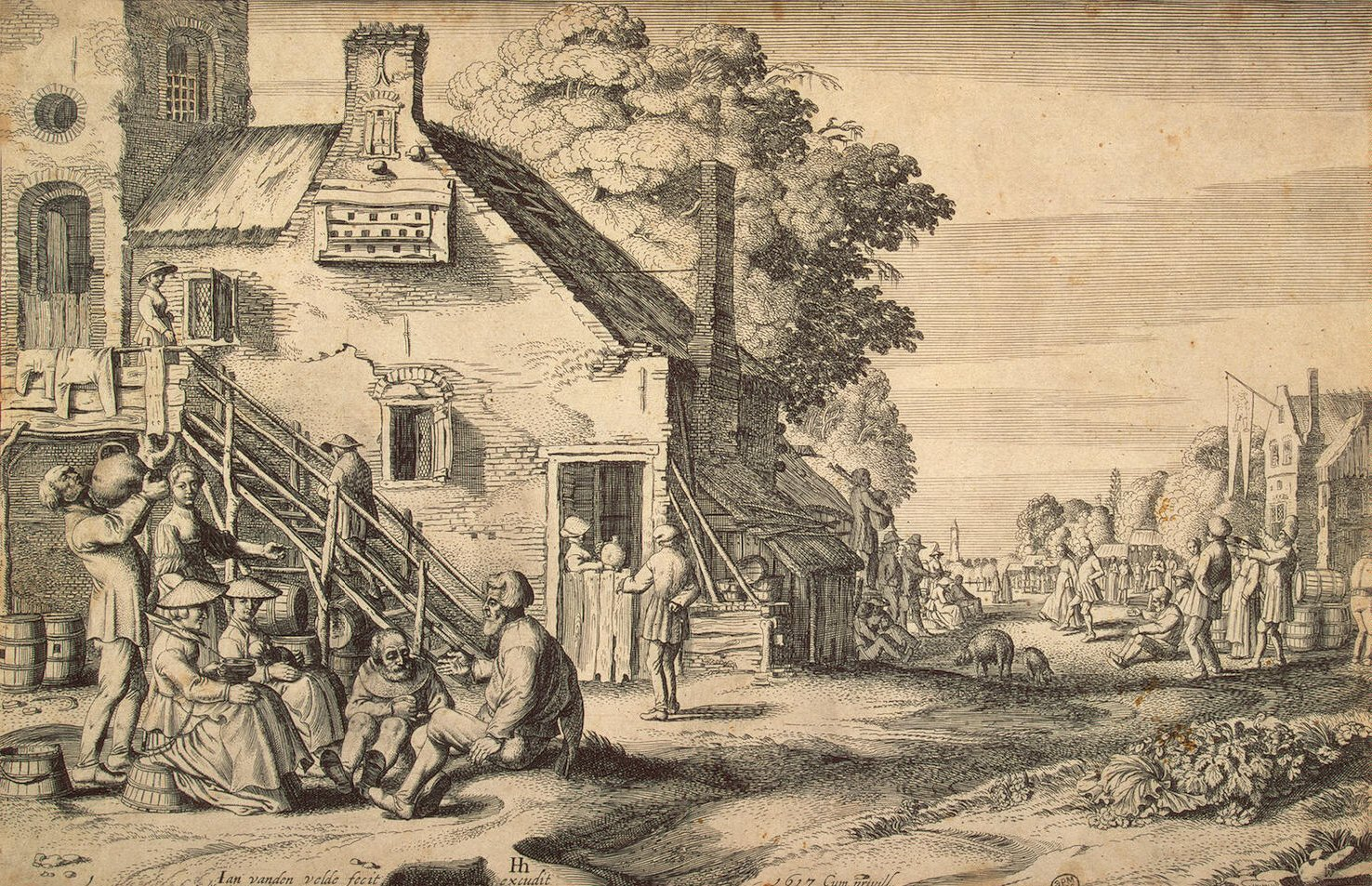
Ulica w mieście, 1617

Jan van de Velde (młodszy) (ur. 1593 w Rotterdamie lub Delfcie, pochow. 4 listopada 1641 w Enkhuizen) – rytownik, malarz, drukarz i wydawca. 

## Życiorys
W 1613 roku studiował w pracowni Jacoba Mathama w Haarlemie. W 1614 roku został mistrzem gildii św. Łukasza. W 1636 zamieszkał w Enkhuizen, gdzie zmarł w 1641. 
Jego spuścizna artystyczna obejmuje ponad 400 pejzaży wykonanych w technice akwaforty. Rytował portrety i sceny rodzajowe oraz ilustracje książkowe. Przypisuje mu się także kilka obrazów olejnych m.in. Krajobraz z jeźdźcem na drodze, Pejzaż zimowy. 
Jego syn Jan był malarzem martwych natur.